# Campeonato de Portugal de Off-Road
O RX Portugal é a uma das modalidades automobilísticas praticadas em circuitos fechados. Divide-se em duas vertentes básicas. Autocross, praticado em circuitos de terra e Ralicross, praticado em circuitos mistos (terra e asfalto). Ambas as modalidade se encontram sob a alçada da Federação Portuguesa de Automobilismo e Karting.
O Campeonato de Off-Road agrupas várias categorias que decorrem em simultâneo:
- Ralicross
  - Super Car (Antiga Divisão 1) para carros Grupo A
  - Super 1600 (Antiga Divisão 3)
  - Super Nacional 4WD (Antiga Divisão 4) para Viaturas sem Homologação e 4 Rodas Motrizes
  - Super Nacional (Antiga Divisão 5) para Viaturas sem Homologação e 2 Rodas Motrizes
  - Super Iniciação 1400 (Antiga Divisão 5) para pilotos com mais de 13 anos, que correm em viaturas com motores até 1400 cc
- Super Buggy (Antiga divisão 3 do Autocross) destinada a Buggy's com motores de mota
- Kartcross (antigamente chamado de Cross Car )
- Rx 1000 Series (Fiat Uno)
- Camião Racing
- Autocross - composto por várias divisões mas que nos últimos anos não tem existido

Em 2013 todas as provas passaram a ser disputadas em circuitos de Ralicross (piso misto) com a exclusão das provas de Autocross (pistas totalmente em terra). Assim a prova de Chorente foi retirada do calendário enquanto a prova de Mação foi adiada para o final do campeonato de forma a poder reconverter a pista para Ralicross.
Em 2016 a Escuderia Castelo Branco, conjuntamente com outros clubes. Irá organizar um Troféu de Autocross.
Ainda nesta época assiste-se ao renascer do Troféu Uno, desta vez apelidado de Rx 1000 Séries.

## Historial
| Ano  | Off-Road Absoluto | Ralicross Super Car Div1 / Super Nacional 4WD | Rx Div2 / S2000/ S1600           | Ralicross Div3 | Ralicross Iniciação | Kartcross      | Autocross Div3 / Super Buggy | Camião Racing | Autocross Div1 | Autocross Div2    |
| ---- | ----------------- | --------------------------------------------- | -------------------------------- | -------------- | ------------------- | -------------- | ---------------------------- | ------------- | -------------- | ----------------- |
| 2008 | Tiago Alexandre   | Jorge Sirgado                                 | Tiago Alexandre                  | Mário Barbosa  | N/Disputado         | Luís Caseiro   | António Ferreira             |               | José Azevedo   |                   |
| 2009 | Dionísio sanguedo | Ruben Tabaio                                  |                                  | N/Disputado    | N/Disputado         | Ludgero Santos |                              |               |                | Dionísio Sanguedo |
| 2010 | João Reis         | Alberto Moreira                               | Mário Barbosa                    | N/Disputado    | Bernardo Maia       | Mauro Reis     | Luís Santos                  |               |                | Bruno Gonçalves   |
| 2011 |                   | Pedro Matos                                   | João Sousa                       | N/Disputado    | Rafael Lobato       | Pedro Rosário  | N/Disp                       |               |                |                   |
| 2012 |                   | Pedro Matos                                   | Pedro Olavo Ribeiro              | N/Disputado    | Rafael Lobato       | Pedro Rosário  | N/Disp                       | Bruno Neto    |                |                   |
| 2013 |                   | Pedro Matos                                   | Rui Sirgado / Pedro Alves        | N/Disputado    | Hugo Lopes          | Pedro Rosário  | N/Disputado                  |               |                |                   |
| 2014 |                   | Joaquim Santos / Carlos Fernandes             | Tiago Alexandre / Ricardo Soares | N/Disputado    | Ivo Martins         | Pedro Rosário  | António Santos               |               |                |                   |
| 2015 |                   | Mário Barbosa / Carlos Fernandes              | Bruno Gonçalves                  | N/Disputado    | Santinho Mendes     | Pedro Rosário  | Ludgero Santos               |               |                |                   |
| 2016 |                   | Joaquim Santos / Ademar Pereira               | Bruno Gonçalves                  | N/Disputado    | Santinho Mendes     | Pedro Rosário  | Ludgero Santos               |               |                |                   |
| 2017 |                   | Joaquim Santos / Ana Matos                    | João Ribeiro                     | N/Disputado    | João Novo           | Pedro Rosário  | Ludgero Santos               |               |                |                   |